# Стугна (лісовий заказник)
Стугна — лісовий заказник місцевого значення у Обухівському районі Київської області. Створений згідно з рішенням Київської обласної ради XIV скликання від 20 листопада 2003 року за № 133-10-XXIV «Про нововиявлені території та об'єкти природно-заповідного фонду місцевого значення Київської області».

## Загальні відомості
Землекористувачем є Державне підприємство «Київське лісове господарство». Заказник розташовано в межах Обухівського лісництва у кварталі 43 виділи 1, 2, 3, 4, 5, 6, 7, 8, 9, 10, 11, 12, 13, 14, 15, 16, 17, 18, 19, 20, 21, 22, 23, 24; квартал 44 виділи 4, 5, 14, 19, 20,21, 22, 23, 24, 25, 27.
Площа заповідника 58,5 гектар в адміністративних межах Обухівської міської ради Обухівського району Київської області. Він охоплює терени лісового соснового масиву з унікальними рослинними угрупуваннями вздовж прибережної смуги річки Стугна. При будівництві міста Українка, Трипільської ТЕЦ у заплаві річки Стугна добували пісок, внаслідок чого у покинутих кар'єрах утворились озера. Поміж ними залишилась доволі значна земельна ділянка у вигляді острова, поросла сосновим лісом. У її південній частині заклали ландшафтний заказник місцевого значення «Стугна», що межує з сходу і північного сходу з землями старого садового товариства з міста Українка, північного заходу з лісовим масивом. З південною стороною заказник виходить на русло річки Стугна. У заказнику трапляються заболочені ділянки. Завдяки виокремленому розміщенню заповідні терени зазнали незначного антропогенного впливу, зберігаючи природний стан.
Через десятиліття після створення заповідника було відзначено порушення у дотриманні заповідного режиму. Впродовж останнього часу через середину заповідника було прокладену дорогу з твердим покриттям до котеджного містечка, що будується на березі річки Стугна. Крім того на теренах заказника викидаються відходи будівництва котеджів, влаштовано тимчасове поселення робітників. У центральній частині заказника простежуються дві великі вирубки лісу. У заболочених місцях росте очерет (Phragmites australis), осоки (Carex s.l.), комиш лісовий (Scirpus sylvestris).
Неподалік на ріці Стугна розташований гідрологічний заказник місцевого значення «Копачівський», ландшафтний заказник місцевого значення «Копачівські схили».

## Опис

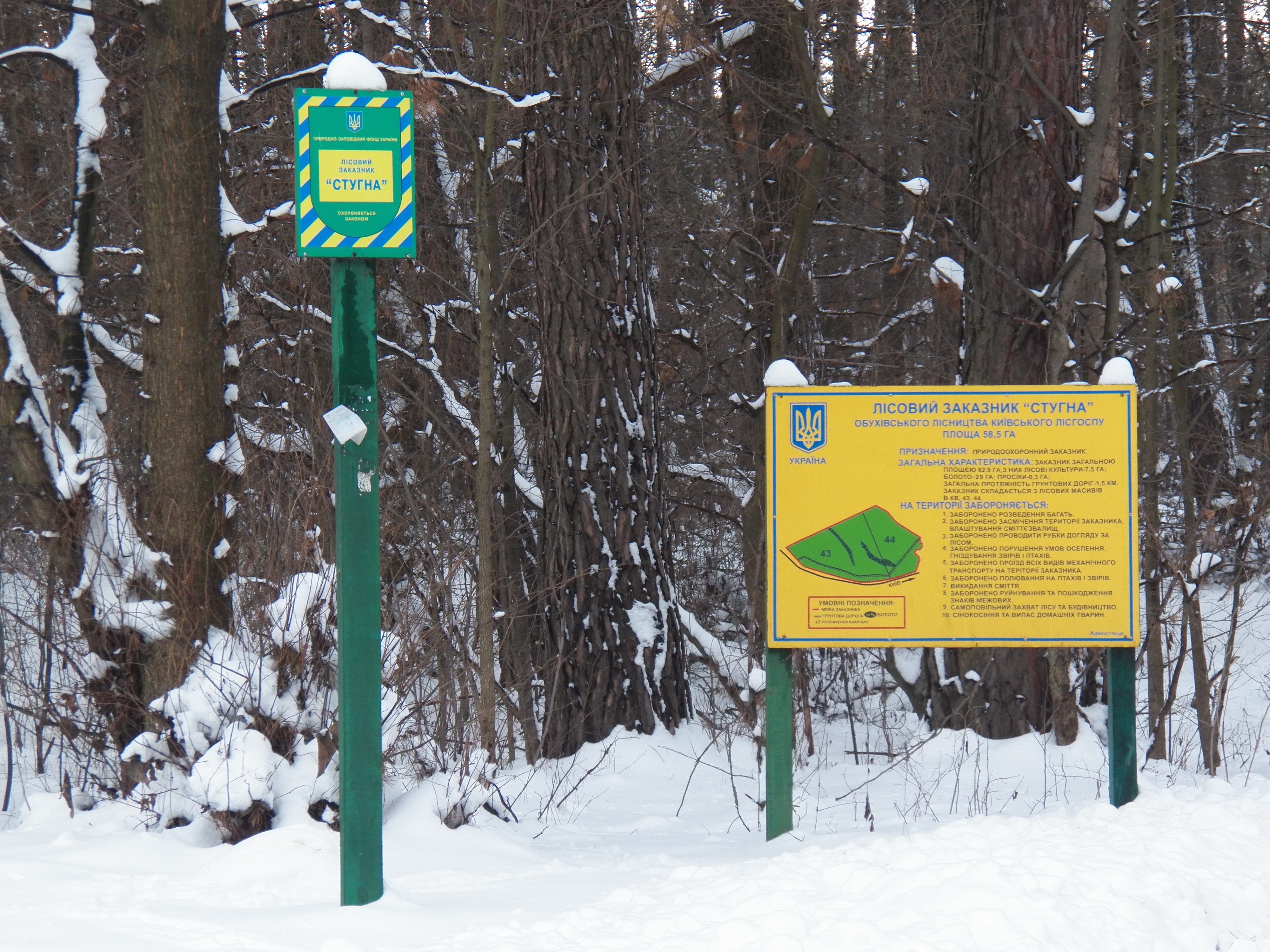
Стугна (лісовий заказник)

Заказник розміщено на надзаплавній терасі річки Стугна, де у давнину вздовж Дніпра росла пуща. Прарусло Дніпра проходило у давнину неподалік теренів заказника і по ньому проходили надлишкові води весняної повені до завершення будівництва 1964 греблі Київського водосховища. Імовірно, що в основі пущі був дубово-грабовий праліс, котрий вирубали до середини ХХ ст. Свідченням існування дубово-грабового лісу залишились типові для даного біоценозу неморальні види — копитняк європейський (Asarum europaeum), жіноча папороть (Athyrium felix-femina), празелень звичайна (Lapsana communis), та інші, що надалі ростуть у заказнику. Згодом вирубку засадили сосною (Pinus sylvestris L.). у підліску заказника часто зустрічається дуб черешчатий (Quercus robur), що сприймають за можливу ознаку поступового відновлення діброви. Крім дуба у підліску зустрічаються клен гостролистий (Acer platanoides), клен татарський (Acer tataricum), груша звичайна (Pyrus communis), осика (Populus tremula), в'яз гладкий (Ulmus laevis), вишня звичайна (Cerassus vulgaris), чагарники глід псевдокривостопчиковий (Crataegus pseudo cyrtostyla), шовковиця (Morus sp.), здичавіла слива (Prunus sp.), дерен-свидина (Cornus sanguinea), крушина ламка (Frangula alnus). Їх супроводжує травостій з льонку звичайного (Linaria vulgaris), орляка звичайного (Pteridium aquilinum), купини запашної (Polygonatum odoratum), куничника тростиновидного (Calamagrostis arundinacea), стоколос Бенекена (Bromus benekenii), хвилівника звичайного (Aristoclochia clematitis), рутвиці малої (Thalictrum minus), в'язеля різнобарвного (Coronilla varia), ранника вузлуватого (Scrophularia nodosa), дивини звичайної (Verbascum phlomoides), дріка красильного (Genista tinctoria), любочки осінні (Scorzoneroides autumnalis).

## Цікаві факти
Олег Тягнибок, лідер об'єднання «Свобода», будує маєток у лісовому заказнику «Стугна».